# Нахум Гергель
Нахум Гергель (4 квітня 1887, Ротмістрівка, Черкаська область — 18 листопада 1931, Берлін) — громадський діяч, борець за права євреїв, творець товариств гуманітарної допомоги, соціолог, автор статей і книг на мові їдиш. Нахум Гергель найбільше відомий завдяки його ретельному статистичному аналізу єврейських погромів, що сталися в Україні у 1918-1921 роках.
Гергель отримав традиційну єврейську освіту, потім вступив до Київського університету, де вивчав право. У 1914 році, після закінчення університету переїхав у Санкт-Петербург, де почалася його юридична, гуманітарна і політична діяльність. Помер у віці 44 років в результаті раптового інфаркту і був похований у Берліні на кладовищі Васензе в 1931 році.

## Організації допомоги євреям
У січні 1915 року Гергель вступив в ЕКОПО (Єврейський комітет допомоги жертвам війни), і у вересні 1915 року був обраний його головою. Починаючи з вересня 1916 року Гергель працював у Центральному комітеті ЕКОПО в Петрограді. У травні 1918 р. був обраний президентом ЕКОПО і продовжував керувати ним до свого від'їзду в Німеччину в 1921 році.
У цей період Гергель також працював у комітеті управління ТРП (Товариство ручної праці — міжнародна єврейська філантропічна і просвітницька організація). Під час Першої світової війни Гергель згуртував і очолив групу активістів, які боролися проти звинувачення євреїв у шпигунстві на користь Німеччини. Після наказу Російського уряду про виселення євреїв з прифронтових районів Курляндії і Ковно, Гергель організував переселення тисяч єврейських сімей в Полтавську губернію.

## Участь у політичних партіях
В юності Гергель був членом Бунду, пізніше вступив у Сіоністську соціалістичну робітничу партію (ССРП) і був обраний до її Центрального комітету. Після Лютневої революції 1917 року він обирається депутатом від ССРП в Петроградську рада робітничих і солдатських депутатів. Після об'єднання ССРП з Єврейською соціалістичною робітничою партією (ЄСРП), Гергель став членом Центрального комітету Об'єднаної єврейської соціалістичної робітничої партії (ОЄСРП) і незабаром був обраний до Всеросійського комітету цієї партії.

## Міністерство єврейських справ УНР
На початку 1918 року Гергель був призначений головою бюро українського Міністерства єврейських справ. Після перевороту і захоплення влади гетьманом Скоропадським у квітні 1918 року Гергель став фактичним головою Міністерства.

## Єврейські погроми

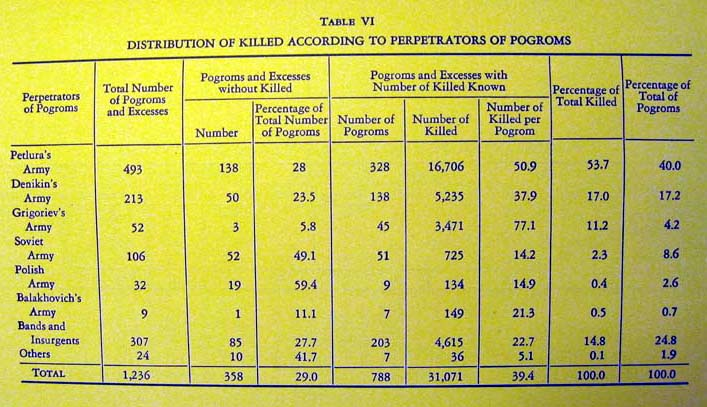
Сторінка статті Н.Гергеля, вперше опублікованої в 1928 р. (англійський переклад 1951 р.): Статистичний аналіз злочинців і жертв єврейських погромів на Україні в 1918-21.

У 1918-21 роках на Україні відбулося багато кривавих єврейських погромів. У цей період Гергель був активним учасником Комітету допомоги жертвам погромів. Одночасно з цим, він був головою Управління допомоги постраждалим від погромів при Народному комісаріаті безпеки. У грудні 1919 року Гергель був призначений представником Комітету допомоги жертвам погромів при Товаристві Червоного Хреста, де він працював аж до ліквідації цього Комітету радянським урядом у травні 1920 року. Одночасно з цією роботою, Гергель невтомно збирав матеріали і статистичні дані про єврейські погроми, які пізніше були опубліковані в Європі.
Дослідження єврейських погромів, опубліковані Н. Гергелем, часто цитуються як доказ того, що армія УНР під командуванням Симона Петлюри була організатором і учасником багатьох погромів. Олександр Солженіцин у ранній версії своєї книги «Двісті років разом» писав: «Згідно з дослідженням погромів, проведеним Н. Гергелем в 1951 р., з 887 масових погромів близько 40 % були влаштовані українськими військами Симона Петлюри». У пізнішій редакції книги Солженіцин замінює посилання на Н. Гергеля словами «Згідно з єврейськими джерелами...». Аналогічно чинять деякі інші автори, що приводять дані Гергеля без згадки його імені — наприклад, Геннадій Костирченко в книзі «Таємна політика Сталіна. Влада і антисемітизм». Дослідження було проведено Н. Гергелем в 1918 — на початку 1920-х років та опубліковано 1928 року в Берліні на мові їдиш. Цифри жертв погромів, наведені Н. Гергелем, вважаються консервативними і засновані на свідченнях очевидців і газетних репортажах, зібраних у єврейському історичному архіві Мізрах, створеному в Києві, згодом перевезеному в Берлін, а ще пізніше — в Нью-Йорк. Англійський переклад статті Н. Гергеля був опублікований в 1951 році в щорічнику університету єврейських досліджень (YIVO) в Нью-Йорку під заголовком: «Погроми на Україні в 1918-1921 роках».

## Еміграція в Німеччину. Гуманітарна діяльність
В кінці 1921 року Н. Гергель прибув з родиною в Берлін, де продовжилася його різноманітна громадська діяльність. Він почав з формування Закордонного Комітету ТЗЄ (Товариство Здоров'я Євреїв). У 1922 році він обирається секретаріат Комітету і займає посаду редактора «Бюлетеня ТЗЄ». У цей період М. Гергель працює в архіві Мізрах (Mizrakh-Yiddish Historische Archiv), в якому він зберіг матеріали своїх досліджень єврейських погромів. У 1923 році М. Гергель був обраний Головою Товариства ручної праці. У 1925 році він приїхав до США як делегат від ТЗЄ. У 1926 році Н. Гергель був призначений експертом Джойнт («American Jewish Joint Distribution Committee) у справах російських євреїв.
Н. Гергель був ініціатором створення Di Algemeyne Entsiklopedye — першої великої єврейської енциклопедії на мові ідиш. Реалізація цього проекту була метою його другої поїздки в США.

## Робота в Інституті єврейських досліджень YIVO
Н. Гергель був одним із засновників і активним співробітником Інституту єврейських досліджень (YIVO) в Берліні. На конференції YIVO у Вільні в 1929 році він був обраний членом Правління. Він був редактором економіко-статистичної секції і одним з авторів альманаху YIVO Bleter. Його дослідження економічного і соціального становища євреїв раннього радянського періоду були опубліковані в його книзі «Про становище євреїв у Росії» (Варшава, 1929))

## Публікації та неопубліковані праці
Н. Гергель зібрав більше матеріалу, ніж встиг опублікувати за своє коротке життя. Його велика монографія «Міністерство у справах євреїв при гетьмані» (Das Judische Ministerium Unter Getman) досі не видана.
- Di pogromen in Ukraine in di yorn 1918–1921 // Shriftn far ekonomik un statistik, 1 (1928). (їдиш)
  - The Pogroms in the Ukraine in 1918–21 // Yivo Annual of Jewish Science, 6 (1951). (англ.)
- Di Lage fun di Yidn in Rusland, 259 стор., Варшава, 1929. (їдиш)
- Стаття на ідиш: «Євреї в Комуністичній партії та Комуністичному інтернаціоналі» (Shriftn far Economisch und Statistisch 1928).
- Статті у щорічнику YIVO Bleter (напр.: 1931, стор 62-70)
- Низка статей Н. Гергеля були опубліковані в нью-йоркській газеті Zukunft («Майбутнє») в 1920-х і на початку 1930-х років.